# Roquelaure-Saint-Aubin
Roquelaure-Saint-Aubin település Franciaországban, Gers megyében. Lakosainak száma 95 fő (2022. január 1.). Roquelaure-Saint-Aubin Beaupuy, Catonvielle, Monbrun, Razengues, Saint-Germier és Thoux községekkel határos.

## Népesség
A település népessége az elmúlt években az alábbi módon változott:
| Lakosok száma | 47   | 58   | 54   | 84   | 126  | 125  | 118  | 103  | 102  | 95   |
|               | 1968 | 1982 | 1990 | 2006 | 2013 | 2015 | 2017 | 2019 | 2020 | 2022 |